# Louis Mountbatten
Louis Francis Albert Victor Nicholas Mountbatten, I conde Mountbatten de Birmania, KG, GCB, OM, GCSI, GCIE, GCVO, DSO, PC (Frogmore House, Windsor, 25 de junio de 1900- Mullaghmore, condado de Sligo, Irlanda, 27 de agosto de 1979), fue un político, diplomático, oficial de la Marina Real británica (Royal Navy) y noble británico. Fue un miembro cercano a la Familia Real Británica, mentor del actual monarca Carlos III, su sobrino nieto.
Fue el último virrey de la India y el primer gobernador general de la Unión de la India, entre agosto de 1947 y junio de 1948.

## Biografía

### Primeros años de vida
Desde su nacimiento hasta 1917, año en que numerosos miembros de la realeza británica cambiaron sus tratamientos y títulos alemanes (incluso el rey, Jorge V, quien cambió el nombre de su dinastía de Sajonia-Coburgo-Gotha al aún vigente Windsor), Luis Mountbatten fue conocido como su alteza serenísima el príncipe Luis de Battenberg.
Mountbatten era hijo de Luis, príncipe de Battenberg y de la princesa Victoria de Darmstadt. La madre de Luis Mountbatten era la hija mayor de la princesa Alicia, segunda hija de la reina Victoria, y de Luis IV, gran duque de Hesse, y por tanto era bisnieto de la reina Victoria del Reino Unido. Sus abuelos paternos fueron Alejandro de Hesse-Darmstadt y Julia de Hauke, cuyo matrimonio fue morganático porque ella no pertenecía a un linaje real, motivo por el cual tanto Luis de Mountbatten como su padre tuvieron el tratamiento de alteza serenísima en lugar de alteza gran ducal, no pudiendo llevar el título de príncipes de Hesse, aunque en su lugar se les otorgó el de príncipes de Battenberg, de menor importancia. Su tío paterno, el príncipe Enrique de Battenberg, fue el padre de la reina Victoria Eugenia de España, por lo que Luis Mountbatten era primo hermano de la reina. A través de la familia real de Hesse, su padre y su madre eran primos, ya que el padre de él era hermano del abuelo paterno de ella. Se conocían desde la infancia, y entre ellos siempre hablaban inglés.
Sus hermanos fueron Alicia de Battenberg (esposa del príncipe Andrés de Grecia y madre del príncipe Felipe, duque de Edimburgo), la reina Luisa de Suecia y Jorge Mountbatten, segundo marqués de Milford Haven.
De joven, la familia y los amigos lo apodaban "Dickie", aunque entre sus nombres no estaba el de Richard, debido a que su bisabuela, la reina Victoria, había sugerido el apodo de "Nicky", que se cambió por "Dickie" para evitar la confusión con los muchos "Nickys" de la Familia Imperial Rusa, y en concreto con el zar Nicolás II de Rusia, apodado así.
Mountbatten fue educado en su casa durante los primeros diez años de su vida, y después en la Lockers Park School de Hertfordshire y en el Royal Naval College de Osborne desde mayo de 1913. En su infancia visitó la Corte Imperial Rusa en San Petersburgo y llegó a ser íntimo de la Familia Imperial Rusa, albergando sentimientos románticos hacia la gran duquesa María, cuya fotografía mantuvo siempre consigo toda su vida.

### Vida pública
Mountbatten fue nombrado guardiamarina del crucero de guerra HMS Lion en julio de 1916 y, después de entrar en acción en agosto de ese año, fue trasladado al acorazado HMS Queen Elizabeth durante las últimas fases de la Primera Guerra Mundial, tomando parte en la segunda batalla naval de Jutlandia.
En junio de 1917, cuando la Familia Real inglesa dejó de utilizar sus apellidos y títulos alemanes y adoptó el de "Windsor", más británico, el príncipe Luis de Battenberg se convirtió en Luis Mountbatten, y fue nombrado marqués de Milford Haven. Su segundo hijo recibió el título de cortesía de Lord Luis Mountbatten y fue conocido como Lord Luis hasta que fue nombrado par en 1946.
Después de su servicio en la guerra, y habiendo sido ascendido a subteniente el 15 de enero de 1919, Mountbatten asistió durante dos periodos lectivos al Christ's College de Cambridge, donde estudió ingeniería en un programa especialmente diseñado para exmilitares. Le fue asignado un puesto en el crucero de batalla HMS Renown en marzo de 1920 y acompañó a Eduardo, príncipe de Gales, en un viaje real a Australia. Ascendido a teniente el 15 de abril de 1920, fue trasladado al crucero de guerra HMS Repulse en marzo de 1921 y acompañó de nuevo a Eduardo en un viaje real a la India y Japón. Eduardo y Mountbatten forjaron una estrecha amistad durante este viaje. En enero de 1923 se le asignó un puesto en el crucero de guerra HMS Revenge, de la Flota del Mediterráneo.
Al inicio de la Segunda Guerra Mundial estuvo al mando del destructor HMS Kelly, torpedeado el 23 de mayo de 1941 durante la batalla de Creta. En octubre de 1941, Churchill le encargó la planificación inicial para el desarrollo de la operación Overlord (fue por tanto el primer jefe planificador del desembarco de Normandía); para ello fue ascendido varios grados en pocas semanas, y se le puso a cargo de «Operaciones combinadas» (operaciones de ataque), con la orden «examinar las posibilidades y proyectar las líneas principales de un plan de ataque a Europa a través del Canal de la Mancha». En agosto de 1943 se le confió el mando aliado en el sudeste asiático, y logró expulsar a los japoneses de Birmania y Singapur.
Para satisfacer su interés en el desarrollo de tecnología y dispositivos, Mountabatten se unió a la Portsmouth Signals School en agosto de 1924 y estudió electrónica en la Royal Naval College de Greenwich durante un breve periodo. Mountbatten llegó a ser miembro de la Institution of Electrical Engineers (IEE), actualmente Institution of Engineering and Technology (IET), la cual concede anualmente la Medalla Mountbatten a personas que hayan contribuido de forma destacada o continua a la promoción y aplicación de las tecnologías de la información y la electrónica.
Lord Mountbatten no solo está considerado un gran marino británico, también fue un diplomático notable. En 1947 sucedió a lord Wavell como último virrey de la India británica. Por orden del primer ministro británico de la época, Clement Attlee, llevó a cabo el proceso de transferencia e independencia de la India británica y la división de la misma en los estados de India y Pakistán (actuales India, Pakistán y Bangladés). Fue también el primer gobernador general de la India independiente por solicitud de su primer ministro, Jawaharlal Nehru, cargo que ocupó hasta junio de 1948.
Tras su misión en la India, se reincorporó al servicio activo de las Fuerzas Armadas británicas y fue nombrado jefe de las fuerzas navales británicas en el Mediterráneo. Más tarde lo sería también de las de la Alianza Atlántica en el Mediterráneo (1952-54). Fue primer Lord del Almirantazgo y jefe del Estado Mayor naval (1955-59). De 1959 a 1965, lord Mountbatten ocupó el cargo de jefe del Estado Mayor de la Defensa.

### Vida personal

#### Matrimonio
Mountbatten se casó el 18 de julio de 1922 con Edwina Cynthia Annette Ashley, hija de Wilfred William Ashley, I barón Mount Temple, nieto a su vez del VII conde de Shaftesbury. Ella era la nieta favorita del magnate eduardiano sir Ernest Cassel y la principal heredera de su fortuna. Tuvieron un glamuroso viaje de luna de miel por las cortes europeas y América, donde visitaron las cataratas del Niágara.
Lord y lady Mountbatten tuvieron dos hijas: lady Patricia Mountbatten, II condesa Mountbatten de Birmania (nacida el 14 de febrero de 1924 - fallecida el 13 de junio de 2017; dama de honor ocasional de la reina Isabel II), y Lady Pamela Hicks (nacida el 19 de abril de 1929, quien acompañó a sus padres en la India en 1947-1948 y también ha sido dama de honor ocasional de la reina.
Al no tener hijos varones, cuando Mountbatten fue nombrado vizconde Mountbatten de Birmania en el Condado de Southampton el 27 de agosto de 1946, y después conde Mountbatten de Birmania y barón Romsey, en el Condado de Southampton el 28 de octubre de 1947, la patente real especificaba que en el caso de no dejar hijos varones o descendientes masculinos, los títulos podrían pasar a sus hijas, por orden de nacimiento, y después a sus herederos masculinos.

#### Aficiones
Como muchos miembros de la familia real, Mountbatten fue un aficionado al polo, y en 1931  patentó una maza de polo en Estados Unidos. Mountbatten introdujo el deporte en la Royal Navy en la década de 1920 y escribió un libro sobre la materia. También fue comodoro en el Club de Vela de Emsworth (Hampshire) desde 1931.

### Mentor del príncipe de Gales
Mountbatten tuvo una fuerte influencia en la educación de su sobrino-nieto, Carlos III del Reino Unido, y más tarde fue su mentor. Entre ellos solían llamarse «abuelo honorario» y «nieto honorario».
Fue Mountbatten quien organizó la visita de rey Jorge VI y la reina Isabel al Dartmouth Royal Naval College el 22 de julio de 1939, teniendo especial cuidado de incluir a las jóvenes princesas Isabel y Margarita en la invitación, y asignó a su sobrino, el cadete príncipe Felipe de Grecia, la tarea de entretener a las princesas y mostrarles las instalaciones. Este fue el primer encuentro registrado de los futuros padres de Carlos. Los esfuerzos de Mountbatten casi quedaron en nada cuando unos meses después recibió una carta de su hermana Alicia desde Atenas en la que le informaba que había acordado con Felipe –que la estaba visitando– su regreso definitivo a Grecia. Pocos días después, el rey Jorge II  de los Helenos ordenó a Felipe reanudar su carrera naval en Gran Bretaña, orden que el joven príncipe obedeció sin pedir explicaciones.
En 1974, Mountbatten llegó a propiciar un potencial matrimonio entre su nieta, Amanda Knatchbull y el príncipe Carlos. Este llegó a escribir a lady Brabourne, madre de Amanda y madrina del propio Carlos, sobre la posible boda con su hija. Lady Brabourne se mostró favorable al matrimonio, aunque advirtió que, según su opinión, Amanda era aún demasiado joven para ser cortejada.
En 1979, Mountbatten consiguió que Amanda y él mismo fueran invitados a acompañar a Carlos en un viaje a la India previsto para 1980. Tanto los padres de Carlos como los de Amanda pusieron objeciones. El príncipe Felipe opinaba que la recepción pública en la India estaría más dirigida hacia el tío que hacia el sobrino. Lord Brabourne pensaba que el intenso escrutinio de la prensa tendría un efecto negativo en la pareja. El viaje se reorganizó para que Carlos fuera solo a la India, pero en cualquier caso, Mountbatten murió antes de que se llevara a cabo. Cuando Carlos propuso finalmente matrimonio a Amanda en 1979, las circunstancias habían cambiado y ella le rechazó.

### Asesinato
Mountbatten solía pasar sus vacaciones en Mullaghmore, Condado de Sligo, en las costas de Irlanda. Mullaghmore se encuentra a solo 19 kilómetros de la frontera de Irlanda del Norte y cerca de una zona conocida por servir de refugio al grupo terrorista IRA Provisional.
A pesar de los consejos y advertencias de la Garda Síochána, el 27 de agosto de 1979 lord Mountbatten decidió ir a pescar en un barco que había estado amarrado en el puerto de Mullaghmore. Durante la noche, Thomas McMahon, miembro del IRA, penetró en el barco, que no estaba vigilado, y colocó una bomba con 23 kilogramos de explosivo que hizo detonar por control remoto cuando el barco se encontraba a unos cientos de metros de la orilla en dirección a la bahía de Donegal.
El barco resultó destruido por la fuerza de la explosión y, aunque Mountbatten fue rescatado con vida por unos pescadores, murió a causa de las graves heridas antes de llegar a tierra. En el barco también se encontraban su hija mayor Patricia y su marido John (lady y lord Brabourne), así como sus hijos gemelos Nicholas y Timothy Knatchbull, la madre de John, Doreen, y un joven tripulante llamado Paul Maxwell. Nicholas, de 14 años, y Paul, de 15, murieron en la explosión, y los demás quedaron gravemente heridos. La madre de lord Brabourne, Doreen, de 83 años, murió al día siguiente.
Este atentado coincidió el mismo día con la Emboscada de Warrenpoint, realizada por el IRA Provisional contra el Ejército británico, y que causó la muerte de 18 soldados.

### Funeral
El 5 de septiembre de 1979 se realizó, bajo un fuerte dispositivo de seguridad, el funeral de Estado en la abadía de Westminster, al cual asistió la reina Isabel II, la Familia Real y otros miembros de Casas reales europeas. Miles de personas acudieron a la procesión del funeral, que se inició en Wellington Barracks, incluyendo a representantes de los tres Ejércitos y contingentes militares de Birmania, India, los Estados Unidos, Francia y Canadá. Su ataúd fue transportado en un armón de caballería y acompañado por 118 miembros de la Marina Real. El servicio funerario fue televisado y el príncipe de Gales hizo la lectura del salmo 107. En esa dirección el arzobispo de Canterbury, Donald Coggan, resaltó varios pasajes de su vida en la Marina Real. Después de la ceremonia pública, la cual él había planificado, fue sepultado en la abadía de Romsey. Como parte de los arreglos de su funeral, su cuerpo fue embalsamado por Desmond Henley.

## Títulos y honores

### Títulos
- Su Alteza Serenísima el príncipe Luis de Battenberg (1900-1917)

- En alemán: Durchlaucht Prinz Ludwig Franz Albrecht Victor Nicholas Georg von Battenberg

- Señor Luis Mountbatten (1917)
- Lord Luis Mountbatten (1917-1946)
- El Muy Honorable vizconde Mountbatten de Birmania (1946-1947)
- El Muy Honorable conde Mountbatten de Birmania (1947-1979)

### Honores
- Caballero de la Orden de la Jarretera. 1946
- Caballero gran cruz de la Orden del Baño. 1955
- Miembro de la Orden de Mérito. 1965
- India Británica: Caballero gran comendador de la Orden de la Estrella de la India. 1947
- India Británica: Caballero gran comendador de la Orden del Imperio de la India. 1947
- Caballero gran cruz de la Real Orden Victoriana. 1937
- Compañero de la Orden del Servicio Distinguido. 1941
- Caballero de justicia de la Venerable Orden de San Juan. 1940
- Medalla de Guerra británica
- Medalla de la Victoria
- Estrella de 1939-45
- Estrella del Atlántico
- Estrella del África
- Estrella de Birmania
- Estrella de Italia
- Medalla de Defensa
- Medalla de Guerra de 1939-45
- Medalla de Servicio General Naval
- Medalla de la Coronación del rey Eduardo VII. 1902
- Medalla de la Coronación del rey Jorge V. 1911

Escudo de Luis Mountbatten como caballero de la Orden de Isabel la Católica.

- Medalla del Jubileo de Plata del rey Jorge V. 1935
- Medalla de la Coronación del rey Jorge VI. 1937
- Medalla de la Coronación de la reina Isabel II. 1952

- Medalla del Jubileo de Plata de la reina Isabel II. 1977
- Medalla de la Independencia de la India. 1949
- Caballero gran cruz de la Orden de Isabel la Católica. 1922
- Caballero gran cruz de la Orden de la Corona. 1924
- Gran cruz de la Orden de la Estrella de Rumanía. 1937
- Cruz de Guerra. 1941
- Comandante en Jefe de la Legión de Mérito. 1943
- Gran cordón especial de la Orden de la Nube y la Bandera. 1945
- Medalla por Servicio Distinguido. 1945
- Medalla de la Campaña Asiático-Pacífica. 1945
- Gran cruz de la Legión de Honor. 1946
- Cruz de Guerra de 1939-1945. 1946
- Gran comendador de la Orden de la Estrella de Nepal. 1946
- Cabelllero gran cruz de la Orden del Elefante Blanco. 1946
- Caballero Gran cruz de la Orden de Jorge I. 1946
- Caballero gran cruz de la Orden del León Neerlandés. 1948
- Caballero gran cruz de la Orden de Avis. 1951
- Caballero gran cruz de la Real Orden de los Serafines. 1948
- Gran comendador de la Orden de Thiri Thudhamma. 1956
- Gran comendador de la Orden de Dannebrog. 1962
- Gran cruz de la Orden del Sello de Salomón. 1965
- Medalla Estrella de Bronce
- Orden Polonia Restituta
- Medalla Conmemorativa de la Coronación del Rey Birendra de Nepal. 24 de febrero de 1975.[7]

## Personificaciones en cine y televisión
| Año       | Obra                      | Interpretado por |
| 1982      | Gandhi                    | Peter Harlowe    |
| 1993      | Diana: Her true story     | William Franklyn |
| 2017      | Viceroy's House           | Hugh Bonneville  |
| 2016-2017 | The Crown                 | Greg Wise        |
| 2019-2020 | The Crown                 | Charles Dance    |
| 2017      | The Last Viceroy of India | Hugh Bonneville  |

## Ancestros
| \| \| \| \| \| \| \| \| \| \| \| \| \| \| \| \| \| \| \| \| 16. Luis I de Hesse-Darmstadt \| \| \| \| \| \| \| \| \| \| \| \| \| \| \| \| \| \| \| \| \| \| \| \| \| \| \| \| \| \| \| \| \| \| \| \| \| \| \| \| \| \| \| \| \| \| \| \| \| \| \| \| \| \| 8. Luis II de Hesse-Darmstadt \| \| \| \| \| \| \| \| \| \| \| \| \| \| \| \| \| \| \| \| \| \| \| \| \| \| \| \| \| \| \| \| \| \| \| \| \| \| \| \| \| \| \| \| \| \| \| \| \| \| \| \| \| \| 17. Luisa de Hesse-Darmstadt \| \| \| \| \| \| \| \| \| \| \| \| \| \| \| \| \| \| \| \| \| \| \| \| \| \| \| \| \| \| \| \| \| \| \| \| \| \| \| \| \| \| \| \| \| \| \| \| \| \| \| \| \| \| 4. Alejandro de Hesse-Darmstadt \| \| \| \| \| \| \| \| \| \| \| \| \| \| \| \| \| \| \| \| \| \| \| \| \| \| \| \| \| \| \| \| \| \| \| \| \| \| \| \| \| \| \| \| \| \| \| \| \| \| \| \| \| \| 18. Carlos Luis de Baden \| \| \| \| \| \| \| \| \| \| \| \| \| \| \| \| \| \| \| \| \| \| \| \| \| \| \| \| \| \| \| \| \| \| \| \| \| \| \| \| \| \| \| \| \| \| \| \| \| \| \| \| \| \| 9. Guillermina de Baden \| \| \| \| \| \| \| \| \| \| \| \| \| \| \| \| \| \| \| \| \| \| \| \| \| \| \| \| \| \| \| \| \| \| \| \| \| \| \| \| \| \| \| \| \| \| \| \| \| \| \| \| \| \| 19. Amalia de Hesse-Darmstadt \| \| \| \| \| \| \| \| \| \| \| \| \| \| \| \| \| \| \| \| \| \| \| \| \| \| \| \| \| \| \| \| \| \| \| \| \| \| \| \| \| \| \| \| \| \| \| \| \| \| \| \| \| \| 2. Luis de Battenberg \| \| \| \| \| \| \| \| \| \| \| \| \| \| \| \| \| \| \| \| \| \| \| \| \| \| \| \| \| \| \| \| \| \| \| \| \| \| \| \| \| \| \| \| \| \| \| \| \| \| \| \| \| \| 20. Friedrich Karl Emanuel Hauke \| \| \| \| \| \| \| \| \| \| \| \| \| \| \| \| \| \| \| \| \| \| \| \| \| \| \| \| \| \| \| \| \| \| \| \| \| \| \| \| \| \| \| \| \| \| \| \| \| \| \| \| \| \| 10. Hans Moritz von Hauke \| \| \| \| \| \| \| \| \| \| \| \| \| \| \| \| \| \| \| \| \| \| \| \| \| \| \| \| \| \| \| \| \| \| \| \| \| \| \| \| \| \| \| \| \| \| \| \| \| \| \| \| \| \| 21. Maria Salomé Schweppenhäuser \| \| \| \| \| \| \| \| \| \| \| \| \| \| \| \| \| \| \| \| \| \| \| \| \| \| \| \| \| \| \| \| \| \| \| \| \| \| \| \| \| \| \| \| \| \| \| \| \| \| \| \| \| \| 5. Julia von Hauke \| \| \| \| \| \| \| \| \| \| \| \| \| \| \| \| \| \| \| \| \| \| \| \| \| \| \| \| \| \| \| \| \| \| \| \| \| \| \| \| \| \| \| \| \| \| \| \| \| \| \| \| \| \| 22. Franz Anton Leopold Lafontaine \| \| \| \| \| \| \| \| \| \| \| \| \| \| \| \| \| \| \| \| \| \| \| \| \| \| \| \| \| \| \| \| \| \| \| \| \| \| \| \| \| \| \| \| \| \| \| \| \| \| \| \| \| \| 11. Sophie Lafontaine \| \| \| \| \| \| \| \| \| \| \| \| \| \| \| \| \| \| \| \| \| \| \| \| \| \| \| \| \| \| \| \| \| \| \| \| \| \| \| \| \| \| \| \| \| \| \| \| \| \| \| \| \| \| 23. Maria Theresia Kornély \| \| \| \| \| \| \| \| \| \| \| \| \| \| \| \| \| \| \| \| \| \| \| \| \| \| \| \| \| \| \| \| \| \| \| \| \| \| \| \| \| \| \| \| \| \| \| \| \| \| \| \| \| \| 1. Luis Mountbatten \| \| \| \| \| \| \| \| \| \| \| \| \| \| \| \| \| \| \| \| \| \| \| \| \| \| \| \| \| \| \| \| \| \| \| \| \| \| \| \| \| \| \| \| \| \| \| \| \| \| \| \| \| \| 24. Luis II de Hesse-Darmstadt (= 8) \| \| \| \| \| \| \| \| \| \| \| \| \| \| \| \| \| \| \| \| \| \| \| \| \| \| \| \| \| \| \| \| \| \| \| \| \| \| \| \| \| \| \| \| \| \| \| \| \| \| \| \| \| \| 12. Carlos de Hesse-Darmstadt \| \| \| \| \| \| \| \| \| \| \| \| \| \| \| \| \| \| \| \| \| \| \| \| \| \| \| \| \| \| \| \| \| \| \| \| \| \| \| \| \| \| \| \| \| \| \| \| \| \| \| \| \| \| 25. Guillermina de Baden (= 9) \| \| \| \| \| \| \| \| \| \| \| \| \| \| \| \| \| \| \| \| \| \| \| \| \| \| \| \| \| \| \| \| \| \| \| \| \| \| \| \| \| \| \| \| \| \| \| \| \| \| \| \| \| \| 6. Luis IV de Hesse-Darmstadt \| \| \| \| \| \| \| \| \| \| \| \| \| \| \| \| \| \| \| \| \| \| \| \| \| \| \| \| \| \| \| \| \| \| \| \| \| \| \| \| \| \| \| \| \| \| \| \| \| \| \| \| \| \| 26. Guillermo de Prusia \| \| \| \| \| \| \| \| \| \| \| \| \| \| \| \| \| \| \| \| \| \| \| \| \| \| \| \| \| \| \| \| \| \| \| \| \| \| \| \| \| \| \| \| \| \| \| \| \| \| \| \| \| \| 13. Isabel de Prusia \| \| \| \| \| \| \| \| \| \| \| \| \| \| \| \| \| \| \| \| \| \| \| \| \| \| \| \| \| \| \| \| \| \| \| \| \| \| \| \| \| \| \| \| \| \| \| \| \| \| \| \| \| \| 27. María Ana de Hesse-Homburg \| \| \| \| \| \| \| \| \| \| \| \| \| \| \| \| \| \| \| \| \| \| \| \| \| \| \| \| \| \| \| \| \| \| \| \| \| \| \| \| \| \| \| \| \| \| \| \| \| \| \| \| \| \| 3. Victoria de Hesse-Darmstadt \| \| \| \| \| \| \| \| \| \| \| \| \| \| \| \| \| \| \| \| \| \| \| \| \| \| \| \| \| \| \| \| \| \| \| \| \| \| \| \| \| \| \| \| \| \| \| \| \| \| \| \| \| \| 28. Ernesto I de Sajonia-Coburgo-Gotha \| \| \| \| \| \| \| \| \| \| \| \| \| \| \| \| \| \| \| \| \| \| \| \| \| \| \| \| \| \| \| \| \| \| \| \| \| \| \| \| \| \| \| \| \| \| \| \| \| \| \| \| \| \| 14. Alberto de Sajonia-Coburgo-Gotha \| \| \| \| \| \| \| \| \| \| \| \| \| \| \| \| \| \| \| \| \| \| \| \| \| \| \| \| \| \| \| \| \| \| \| \| \| \| \| \| \| \| \| \| \| \| \| \| \| \| \| \| \| \| 29. Luisa de Sajonia-Gotha-Altenburgo \| \| \| \| \| \| \| \| \| \| \| \| \| \| \| \| \| \| \| \| \| \| \| \| \| \| \| \| \| \| \| \| \| \| \| \| \| \| \| \| \| \| \| \| \| \| \| \| \| \| \| \| \| \| 7. Alicia del Reino Unido \| \| \| \| \| \| \| \| \| \| \| \| \| \| \| \| \| \| \| \| \| \| \| \| \| \| \| \| \| \| \| \| \| \| \| \| \| \| \| \| \| \| \| \| \| \| \| \| \| \| \| \| \| \| 30. Eduardo de Kent y Strathearn \| \| \| \| \| \| \| \| \| \| \| \| \| \| \| \| \| \| \| \| \| \| \| \| \| \| \| \| \| \| \| \| \| \| \| \| \| \| \| \| \| \| \| \| \| \| \| \| \| \| \| \| \| \| 15. Victoria del Reino Unido \| \| \| \| \| \| \| \| \| \| \| \| \| \| \| \| \| \| \| \| \| \| \| \| \| \| \| \| \| \| \| \| \| \| \| \| \| \| \| \| \| \| \| \| \| \| \| \| \| \| \| \| \| \| 31. Victoria de Sajonia-Coburgo-Saalfeld \| \| \| \| \| \| \| \| \| \| \| \| \| \| \| \| \| \| \| \| \| \| \| \| \| \| \| \| \| \| \| \| \| \| \| \| \| \| \| \| \| \| \| \| \| \| \| \| \| \| \| \| |                                          |  |  |  |  |  |  |  |  |  |  |  |  |  |  |  |
| |                                          |  |  |  |  |  |  |  |  |  |  |  |  |  |  |  |
| | 16. Luis I de Hesse-Darmstadt            |  |  |  |  |  |  |  |  |  |  |  |  |  |  |  |
| |                                          |  |  |  |  |  |  |  |  |  |  |  |  |  |  |  |
| |                                          |  |  |  |  |  |  |  |  |  |  |  |  |  |  |  |
| | 8. Luis II de Hesse-Darmstadt            |  |  |  |  |  |  |  |  |  |  |  |  |  |  |  |
| |                                          |  |  |  |  |  |  |  |  |  |  |  |  |  |  |  |
| |                                          |  |  |  |  |  |  |  |  |  |  |  |  |  |  |  |
| | 17. Luisa de Hesse-Darmstadt             |  |  |  |  |  |  |  |  |  |  |  |  |  |  |  |
| |                                          |  |  |  |  |  |  |  |  |  |  |  |  |  |  |  |
| |                                          |  |  |  |  |  |  |  |  |  |  |  |  |  |  |  |
| | 4. Alejandro de Hesse-Darmstadt          |  |  |  |  |  |  |  |  |  |  |  |  |  |  |  |
| |                                          |  |  |  |  |  |  |  |  |  |  |  |  |  |  |  |
| |                                          |  |  |  |  |  |  |  |  |  |  |  |  |  |  |  |
| | 18. Carlos Luis de Baden                 |  |  |  |  |  |  |  |  |  |  |  |  |  |  |  |
| |                                          |  |  |  |  |  |  |  |  |  |  |  |  |  |  |  |
| |                                          |  |  |  |  |  |  |  |  |  |  |  |  |  |  |  |
| | 9. Guillermina de Baden                  |  |  |  |  |  |  |  |  |  |  |  |  |  |  |  |
| |                                          |  |  |  |  |  |  |  |  |  |  |  |  |  |  |  |
| |                                          |  |  |  |  |  |  |  |  |  |  |  |  |  |  |  |
| | 19. Amalia de Hesse-Darmstadt            |  |  |  |  |  |  |  |  |  |  |  |  |  |  |  |
| |                                          |  |  |  |  |  |  |  |  |  |  |  |  |  |  |  |
| |                                          |  |  |  |  |  |  |  |  |  |  |  |  |  |  |  |
| | 2. Luis de Battenberg                    |  |  |  |  |  |  |  |  |  |  |  |  |  |  |  |
| |                                          |  |  |  |  |  |  |  |  |  |  |  |  |  |  |  |
| |                                          |  |  |  |  |  |  |  |  |  |  |  |  |  |  |  |
| | 20. Friedrich Karl Emanuel Hauke         |  |  |  |  |  |  |  |  |  |  |  |  |  |  |  |
| |                                          |  |  |  |  |  |  |  |  |  |  |  |  |  |  |  |
| |                                          |  |  |  |  |  |  |  |  |  |  |  |  |  |  |  |
| | 10. Hans Moritz von Hauke                |  |  |  |  |  |  |  |  |  |  |  |  |  |  |  |
| |                                          |  |  |  |  |  |  |  |  |  |  |  |  |  |  |  |
| |                                          |  |  |  |  |  |  |  |  |  |  |  |  |  |  |  |
| | 21. Maria Salomé Schweppenhäuser         |  |  |  |  |  |  |  |  |  |  |  |  |  |  |  |
| |                                          |  |  |  |  |  |  |  |  |  |  |  |  |  |  |  |
| |                                          |  |  |  |  |  |  |  |  |  |  |  |  |  |  |  |
| | 5. Julia von Hauke                       |  |  |  |  |  |  |  |  |  |  |  |  |  |  |  |
| |                                          |  |  |  |  |  |  |  |  |  |  |  |  |  |  |  |
| |                                          |  |  |  |  |  |  |  |  |  |  |  |  |  |  |  |
| | 22. Franz Anton Leopold Lafontaine       |  |  |  |  |  |  |  |  |  |  |  |  |  |  |  |
| |                                          |  |  |  |  |  |  |  |  |  |  |  |  |  |  |  |
| |                                          |  |  |  |  |  |  |  |  |  |  |  |  |  |  |  |
| | 11. Sophie Lafontaine                    |  |  |  |  |  |  |  |  |  |  |  |  |  |  |  |
| |                                          |  |  |  |  |  |  |  |  |  |  |  |  |  |  |  |
| |                                          |  |  |  |  |  |  |  |  |  |  |  |  |  |  |  |
| | 23. Maria Theresia Kornély               |  |  |  |  |  |  |  |  |  |  |  |  |  |  |  |
| |                                          |  |  |  |  |  |  |  |  |  |  |  |  |  |  |  |
| |                                          |  |  |  |  |  |  |  |  |  |  |  |  |  |  |  |
| | 1. Luis Mountbatten                      |  |  |  |  |  |  |  |  |  |  |  |  |  |  |  |
| |                                          |  |  |  |  |  |  |  |  |  |  |  |  |  |  |  |
| |                                          |  |  |  |  |  |  |  |  |  |  |  |  |  |  |  |
| | 24. Luis II de Hesse-Darmstadt (= 8)     |  |  |  |  |  |  |  |  |  |  |  |  |  |  |  |
| |                                          |  |  |  |  |  |  |  |  |  |  |  |  |  |  |  |
| |                                          |  |  |  |  |  |  |  |  |  |  |  |  |  |  |  |
| | 12. Carlos de Hesse-Darmstadt            |  |  |  |  |  |  |  |  |  |  |  |  |  |  |  |
| |                                          |  |  |  |  |  |  |  |  |  |  |  |  |  |  |  |
| |                                          |  |  |  |  |  |  |  |  |  |  |  |  |  |  |  |
| | 25. Guillermina de Baden (= 9)           |  |  |  |  |  |  |  |  |  |  |  |  |  |  |  |
| |                                          |  |  |  |  |  |  |  |  |  |  |  |  |  |  |  |
| |                                          |  |  |  |  |  |  |  |  |  |  |  |  |  |  |  |
| | 6. Luis IV de Hesse-Darmstadt            |  |  |  |  |  |  |  |  |  |  |  |  |  |  |  |
| |                                          |  |  |  |  |  |  |  |  |  |  |  |  |  |  |  |
| |                                          |  |  |  |  |  |  |  |  |  |  |  |  |  |  |  |
| | 26. Guillermo de Prusia                  |  |  |  |  |  |  |  |  |  |  |  |  |  |  |  |
| |                                          |  |  |  |  |  |  |  |  |  |  |  |  |  |  |  |
| |                                          |  |  |  |  |  |  |  |  |  |  |  |  |  |  |  |
| | 13. Isabel de Prusia                     |  |  |  |  |  |  |  |  |  |  |  |  |  |  |  |
| |                                          |  |  |  |  |  |  |  |  |  |  |  |  |  |  |  |
| |                                          |  |  |  |  |  |  |  |  |  |  |  |  |  |  |  |
| | 27. María Ana de Hesse-Homburg           |  |  |  |  |  |  |  |  |  |  |  |  |  |  |  |
| |                                          |  |  |  |  |  |  |  |  |  |  |  |  |  |  |  |
| |                                          |  |  |  |  |  |  |  |  |  |  |  |  |  |  |  |
| | 3. Victoria de Hesse-Darmstadt           |  |  |  |  |  |  |  |  |  |  |  |  |  |  |  |
| |                                          |  |  |  |  |  |  |  |  |  |  |  |  |  |  |  |
| |                                          |  |  |  |  |  |  |  |  |  |  |  |  |  |  |  |
| | 28. Ernesto I de Sajonia-Coburgo-Gotha   |  |  |  |  |  |  |  |  |  |  |  |  |  |  |  |
| |                                          |  |  |  |  |  |  |  |  |  |  |  |  |  |  |  |
| |                                          |  |  |  |  |  |  |  |  |  |  |  |  |  |  |  |
| | 14. Alberto de Sajonia-Coburgo-Gotha     |  |  |  |  |  |  |  |  |  |  |  |  |  |  |  |
| |                                          |  |  |  |  |  |  |  |  |  |  |  |  |  |  |  |
| |                                          |  |  |  |  |  |  |  |  |  |  |  |  |  |  |  |
| | 29. Luisa de Sajonia-Gotha-Altenburgo    |  |  |  |  |  |  |  |  |  |  |  |  |  |  |  |
| |                                          |  |  |  |  |  |  |  |  |  |  |  |  |  |  |  |
| |                                          |  |  |  |  |  |  |  |  |  |  |  |  |  |  |  |
| | 7. Alicia del Reino Unido                |  |  |  |  |  |  |  |  |  |  |  |  |  |  |  |
| |                                          |  |  |  |  |  |  |  |  |  |  |  |  |  |  |  |
| |                                          |  |  |  |  |  |  |  |  |  |  |  |  |  |  |  |
| | 30. Eduardo de Kent y Strathearn         |  |  |  |  |  |  |  |  |  |  |  |  |  |  |  |
| |                                          |  |  |  |  |  |  |  |  |  |  |  |  |  |  |  |
| |                                          |  |  |  |  |  |  |  |  |  |  |  |  |  |  |  |
| | 15. Victoria del Reino Unido             |  |  |  |  |  |  |  |  |  |  |  |  |  |  |  |
| |                                          |  |  |  |  |  |  |  |  |  |  |  |  |  |  |  |
| |                                          |  |  |  |  |  |  |  |  |  |  |  |  |  |  |  |
| | 31. Victoria de Sajonia-Coburgo-Saalfeld |  |  |  |  |  |  |  |  |  |  |  |  |  |  |  |
| |                                          |  |  |  |  |  |  |  |  |  |  |  |  |  |  |  |
| |                                          |  |  |  |  |  |  |  |  |  |  |  |  |  |  |  |